# Bartol Kašić
Bartol Kašić   (Pag, 15 d'agost de 1575 - Roma, 28 de desembre de 1650) fou un lingüista i traductor croat famós per traduir la Bíblia i el ritu romà al croat.

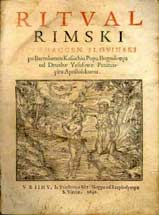
Ritual rimski, 1640

El va educar el seu oncle Luka Deodati Bogdančić, que era sacerdot a l'illa, després de la mort del seu pare quan era nen. Estudià al col·legi municipal de l'illa i després a la institució de Loreto, prop d'Ancona, gestionada per la Companyia de Jesús. Com a estudiant fou promocionat a Roma el 1593, on es feu jesuïta el 1595.
Fou ordenat sacerdot el 1606 a la Basílica de Sant Pere. Va viure a Dubrovnik del 1609 al 1612. Entre el 1612 i el 1613 se n'anà de missió a Bòsnia, Sèrbia i Eslavònia. Del 1614 al 1618 fou confessor de Loreto. Tornà a Dubrovnik del 1620 al 1633 i després se n'anà a Roma, on passà els últims anys de vida.

## Obra
- Razlika skladanja slovinska (Diccionari croat-italià), Roma, 1599
- Institutionum linguae illyricae libri duo, Roma, 1604
- Perivoj od djevstva (1625 i 1628)
- St Venefrida, 1627
- Traducció croata de la Bíblia, 1633
- Ritual rimski, 1640